# Стефан Ламб'єль
Стефа́н Ламб'є́ль (фр. Stéphane Lambiel; *2 квітня 1985, район Мартіньї, Вале, Швейцарія) — швейцарський фігурист, що виступає у чоловічому одиночному фігурному катанні. 
Він — срібний призер ХХ Зимової Олімпіади (Турин, Італія, 2006 рік), дворазовий чемпіон світу (2005 і 2006 роки) і дворазовий володар Гран-Прі серії турнірів ІСУ (сезони 2005/2006 і 2007/2008), багаторазовий переможець і призер престижних міжнародних змагань з фігурного катання, незмінний чемпіон Національної першості Швейцарії з фігурного катання в період 2001—08 рр. (8 разів поспіль), а також 2010 року (у олімпійський сезон, коли повернувся для виступів на Ванкуверській Олімпіаді, де став 4-м).
Фігурне катання Ламб'єля вирізняється винятковою пластичністю й артистичністю. Фігурист має тисячі фанів у цілому світі.

## Біографія
Стефан Ламб'єль народився в районі Мартіньї (кантон Вале, Швейцарія). Мати Стефана походить із Португалії. Рідна мова спортсмена — французька, але Стефан також вільно спілкується німецькою, англійською, материнською португальською й трохи ще однією державною мовою Швейцарії — італійською. Ламб'єль постійно проживає в Саксоні у Вале, тренується у Вайне (США) та Лозанні (Швейцарія).
Інтереси Стефана поза фігурним катанням — кіно, мода, лижний спорт, також в інтерв'ю спортсмен згадував про доволі цікаве хобі — колекціонування сонечок.

## Кар'єра
Шлях Ламб'єля до вершин світового фігурного катання не був легким, проте вже тільки з'явившись на міжнародних турнірах як новачок, фігурист привернув увагу експертів з фігурного катання своїми чудовими обертаннями (у багато обертів і на високій швидкості, з точною центровкою і новими цікавими позиціями, положеннями тіла і рук), взагалі манерою катання і неповторною артистичністю — тобто всім тим, що нині слушно називають «стилем катання Ламб'єля». 
Перше золото світової першості Стефан Ламб'єль здобув на Чемпіонаті світу з фігурного катання 2005 року, що проходив у Москві. У наступному, олімпійському 2006-му році (сезон 2005/2006 рр.), фігуристу вдалося стати переможцем серії Гран-Прі, завоювати срібну медаль Олімпіади в Турині, а також повторити свій успіх на Чемпіонаті світу з фігурного катання в Калгарі (Канада), вдруге поспіль вигравши його. Власне цей сезон став найуспішнішим дотепер у спортивній кар'єрі Ламб'єля.

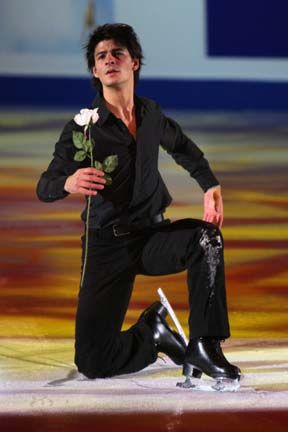
Стефан Ламб'єль під час показових виступів на Фіналі серії Гран-Прі сезону 2007/2008 рр.

Спад спортивної форми, і відповідно результатів, що настав потому, Стефан пояснював як загальною втомою, так і «втратою інтересу да змагань» — зокрема, він не брав участі в низці турнірів, в т.ч. європейській першості сезону 2006/2007, однак на світовій першості з фігурного катання, що проходила в Токіо, посів високу «бронзову» сходинку. 
У наступному сезоні (2007/2008) С. Ламб'єль, навпаки, взяв участь у всіх найпрестижніших турнірах з фігурного катання, проте спад форми продовжився, результати виявились нестабільними — навіть попри те, що він удруге за кар'єру переміг у серії Гран-Прі, на Європі був лише 2-м, а на Чемпіонаті світу з фігурного катання 2008 року взагалі опустився на 5-ту позицію.
За результатами сезону по літній перерві Ламб'єль 16 жовтня 2008 року скликав прес-конференцію, на якій оголосив про завершення своєї любительської кар'єри у зв'язку з серйозною травмою стегна. Перейшовши в професіонали, Ламб'єль активно брав участь у різноманітних комерційних льодових шоу. 
Проте в липні 2009 року Стефан зробив сенсаційну заяву, що планує повернутися в любительський спорт, в тому числі і для того, щоб спробувати взяти участь в XXI Зимовій Олімпіаді (Ванкувер, Канада), адже за результатами світової першості з фігурного катання 2009 року Швейцарія не представлена в одиночному чоловічому катанні.
І Ламб'єль знову став автором сенсації наприкінці вересня 2009 року, феєрично перемігши в турнірі «Nebelhorn Trophy» (Оберстдорф, Німеччина) з високим загальним результатом 232,36 бали (майже на 30 більше від найближчого переслідувача), що був відбірковим до Олімпіади, відтак виборовши путівку для швейцарського одиночника на ці змагання. Виступ швейцарця поспішили охрестити «тріумфальним поверненням Ламб'єля». 
Довгі роки (за винятком сезону 2004/2005) Ламб'єль був відданий своєму швейцарському тренеру — Петеру Грюттеру, однак за результатами провального сезону 2007/2008 рр. Стефан ухвалив рішення про зміну наставника — його тренером став відомий українсько-американський фахівець, в минулому славетний український фігурист Віктор Петренко, з яким спортсмен співпрацює і в даний час.
У січні 2010 року Стефан взяв участь у Чемпіонаті Європи з фігурного катання 2010 року, де став срібним призером, поступившись ще одному іменитому фігуристові, який повернувся у любительський спорт в олімпійський сезон, — росіянинові Євгену Плющенку. На олімпійському турнірі одиночників (XXI Зимова Олімпіада, Ванкувер, лютий 2010 року) лише півбала фігуристові не вистачило до олімпійської «бронзи» (у довільній програмі Ламб'єль показав 3-й результат, місце на Олімпіаді за результатами обох програм — четверте).

## Спортивні досягнення

### після 2003 року
| Змагання/Сезони                              | 2003/2004 | 2004/2005 | 2005/2006 | 2006/2007 | 2007/2008 | 2009/2010 |
| -------------------------------------------- | --------- | --------- | --------- | --------- | --------- | --------- |
| Зимові Олімпійські ігри                      |           |           | 2         |           |           | 4         |
| Чемпіонати світу з фігурного катання         | 4         | 1         | 1         | 3         | 5         |           |
| Чемпіонати Європи з фігурного катання        | 6         | 4         | 2         | WD        | 2         | 2         |
| Чемпіонати Швейцарії з фігурного катання     | 1         | 1         | 1         | 1         | 1         | 1         |
| Фінали серії Гран-Прі                        |           |           | 1         |           | 1         |           |
| Етапи Гран-Прі: «Cup of China»               |           |           | 2         |           | 3         |           |
| Етапи Гран-Прі: «Cup of Russia»              | 5         |           | 2         |           | 2         |           |
| Етапи Гран-Прі: «Skate Canada International» |           |           |           | 1         |           |           |
| Турніри: «Nebelhorn Trophy»                  |           |           |           |           |           | 1         |

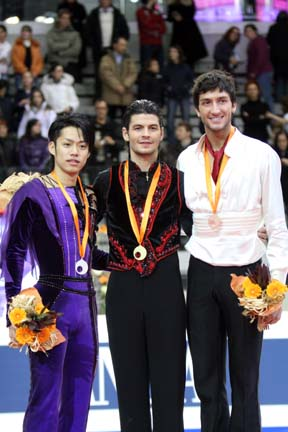
Ламб'єль-переможець на подіумі Фіналу серії Гран-Прі сезону 2007/2008 рр.

- Ламб'єль не брав участі в змаганнях у сезоні 2008/2009 років.
- WD = знявся зі змагань

### до 2003 року
| Змагання/Сезони                                    | 1997/1998 | 1998/1999 | 1999/2000 | 2000/2001 | 2001/2002 | 2002/2003 |
| -------------------------------------------------- | --------- | --------- | --------- | --------- | --------- | --------- |
| Зимові Олімпійські ігри                            |           |           |           |           | 15        |           |
| Чемпіонати світу з фігурного катання               |           |           |           |           | 18        | 10        |
| Чемпіонати Європи з фігурного катання              |           |           |           | 9         | 4         | 5         |
| Чемпіонати світу з фігурного катання серед юніорів |           |           | 10        | 5         |           |           |
| Чемпіонати Швейцарії з фігурного катання           | 1 J.      | 1 J.      |           | 1         | 1         | 1         |
| Меморіали Ондрея Непела                            |           |           |           |           |           | 1         |
| Етапи Гран-Прі: «Trophee Lalique»                  |           |           |           |           | 6         |           |
| Турніри: «Finlandia Trophy»                        |           |           |           |           | 11        |           |
| Турніри: «Triglav Trophy»                          | 3 N.      |           |           |           |           |           |

N = дитячий рівень; J = юніорський рівень

## Виноски
1. ↑  Досьє С. Ламб'єля на офіційному сайті Міжнародного союзу ковзанярів. Архів оригіналу за 19 лютого 2004. Процитовано 28 вересня 2009. [Архівовано 2004-02-19 у Wayback Machine.]
2. ↑  Ламб'єль пропустить Чемпіонат Європи на www.sports.ru(рос.)
3. ↑  Stéphane Lambiel tritt zurück. Архів оригіналу за 19 жовтня 2008. Процитовано 19 жовтня 2008.
4. ↑  Ламб'єль завершив кар'єру(рос.)
5. ↑  Стефан Ламб'єль бажає знову потрапити на Олімпійські ігри (англ.)
6. ↑  Тріумфальне повернення Ламб'єля на www.eurosport.ru. Архів оригіналу за 29 вересня 2009. Процитовано 28 вересня 2009.
7. ↑  Фігурне катання: Ламб'єль змінює тренера. Архів оригіналу за 10 жовтня 2008. Процитовано 28 вересня 2009. [Архівовано 2008-10-10 у Wayback Machine.]